# Ґай Нікаллс
Ґай Нікаллс (англ. Guy Nickalls, 13 листопада 1866 — 8 липня 1935) — британський академічний веслувальник.
Олімпійський чемпіон 1908 року в складі вісімки.